# Между двамата
„Между двамата“ е български игрален филм (семеен) от 1966 година на режисьора Димитър Петров, по сценарий на Димитър Петров и Вера Стоименова. Оператор е Трендафил Захариев. Музиката във филма е композирана от Симеон Пиронков.

## Актьорски състав
- Георги Георгиев – Гец – Халата, бащата на Пламен
- Януш Алурков – Момчето Пламен
- Виолета Минкова – Майката на Пламен
- Димитър Бочев – Помощникът
- Миглена Джанева – Малкото момиче Надя
- Иван Братанов – Капитанът на кораба
- Грациела Бъчварова – Майката на Надя
- Виктор Данченко – Бащата на Надя
- Тодор Тодоров – Киро
- Живко Гарванов – Милиционерски офицер
- Светозар Аврамов – Саби
- Петър Пейчев – Райко
- Бонка Найденова – Росица
- Андрей Башев – Петър
- Емил Петров – Стефчо
- Борислав Иванов – Хазяйнът
- Иван Запрянов – Митничарят
- Джоко Росич